# Turnu Măgurele
Turnu Măgurele là một đô thị thuộc hạt Teleorman, România. Dân số thời điểm năm 2002 là 30187 người.